# Suzuki GSX 650F
La Suzuki GSX 650F (GSX-F 650 o GSX650F) è una motocicletta sportiva prodotta dalla casa motociclistica giapponese Suzuki dal 2007 al 2015.

## Descrizione e storia

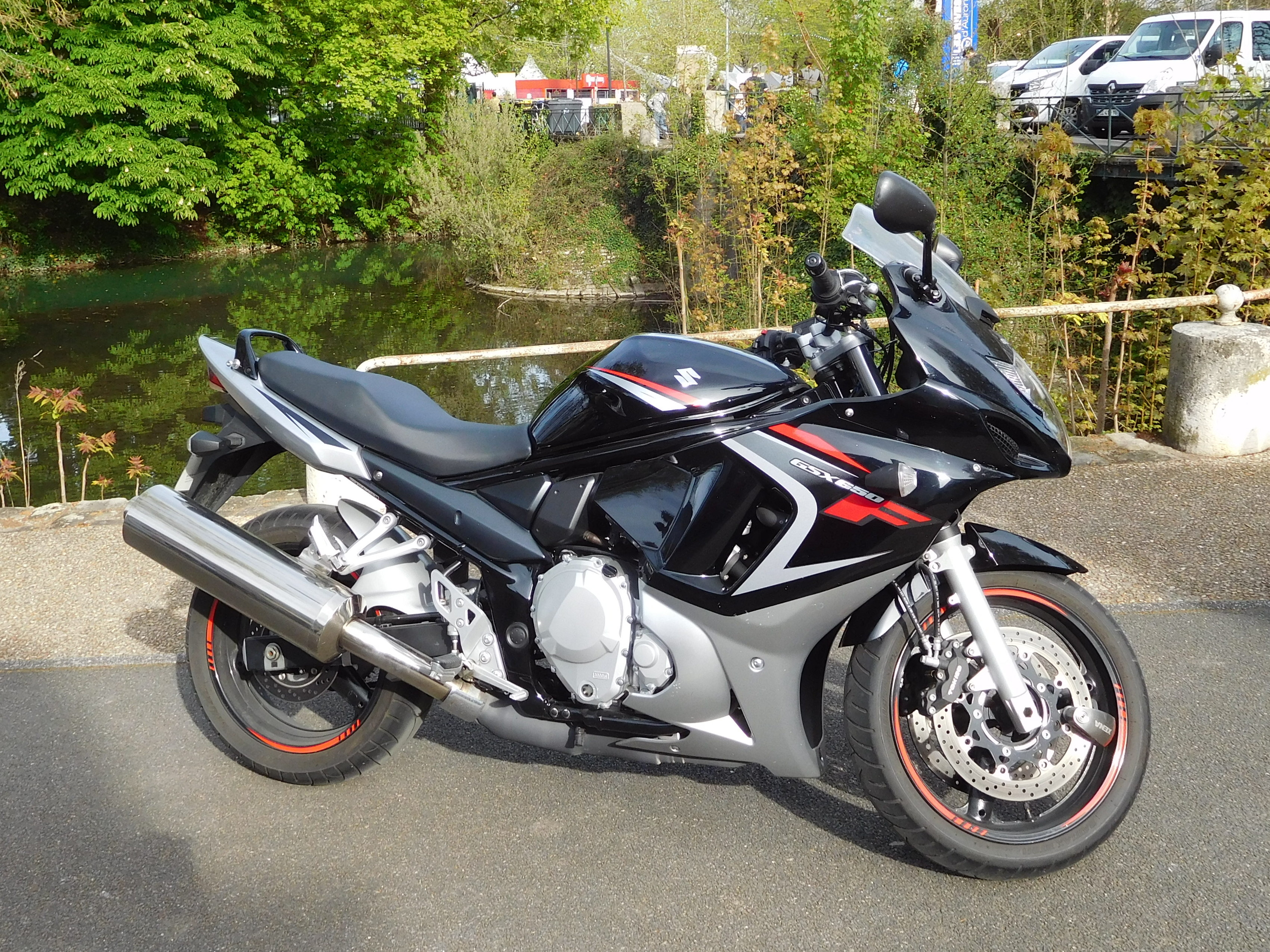

Presentata nel 2007, la moto si caratterizza per montare un motore a quattro cilindri in linea a quattro tempi con raffreddamento a liquido dalla cilindrata totale di 656 cm³ (alesaggio e corsa di 65,5 mm x 48,7 mm), avente doppio albero a camme in testa che comandano 16 valvole (4 per cilindro) e sistema d'alimentazione ad iniezione elettronica multipoint che eroga 86 CV (63 kW) a 10.500 giri/min e 62 Nm 8900 giri/min; il limitatore è invece fissato a 12500 giri/min. 
La testata del cilindro si caratterizza per avere un'angolazione delle valvole di 17°. 
Il sistema di iniezione del carburante, chiamato Suzuki Dual Throttle Valve, si compone di iniettori a quattro fori che vengono utilizzati per avere una nebulizzazione ottimale del carburante e garantire una maggiore potenza. 
La moto adotta una centralina per la gestione e il controllo sia del motore che dell'iniezione SDTV, che va a migliorare l'erogazione rendendo più lineare la risposta all'acceleratore. Tale sistema si compone di un corpo farfallato da 36 mm per ogni cilindro, che a sua volta è dotato di due valvole a
farfalla, una classica comandata tramite la manopola dell'acceleratore ed una secondaria, controllata invece dalla centralina. La centralina rileva la marcia intestata, il regime del motore e la posizione dell'acceleratore per calcolare la migliore apertura delle valvole secondarie, in maniera tale da mantenere la velocità di incameramento dell'aria in aspirazione necessaria per il riempimento delle camere dei cilindri e di conseguenza anche dell'efficienza della combustione.
Il cambio è a 6 marce con trasmissione finale a catena. Il telaio è a doppia trave in acciaio. Il sistema sospensivo si compone di una forcella telescopica  Kayaba da 41 mm, mentre al posteriore c'è un forcellone con mono ammortizzatore.
Il sistema frenante fornito da Tokico, è composto a due dischi da 310 mm all'anteriore e un disco singolo da 240 mm al posteriore, azionati rispettivamente da pinze a quattro e mono pistoncino. Gli pneumatici di primo equipaggiamento sono dei Bridgestone Battlax BT-011 all'anteriore e i BT-020 al posteriore, con misure rispettivamente 120/70 ZR17 e 160/60 ZR17.
La GSX 650F è disponibile nell'unico allestimento con carenatura completa; nel 2009, l'ABS è diventato di serie.